# 国縫漁港

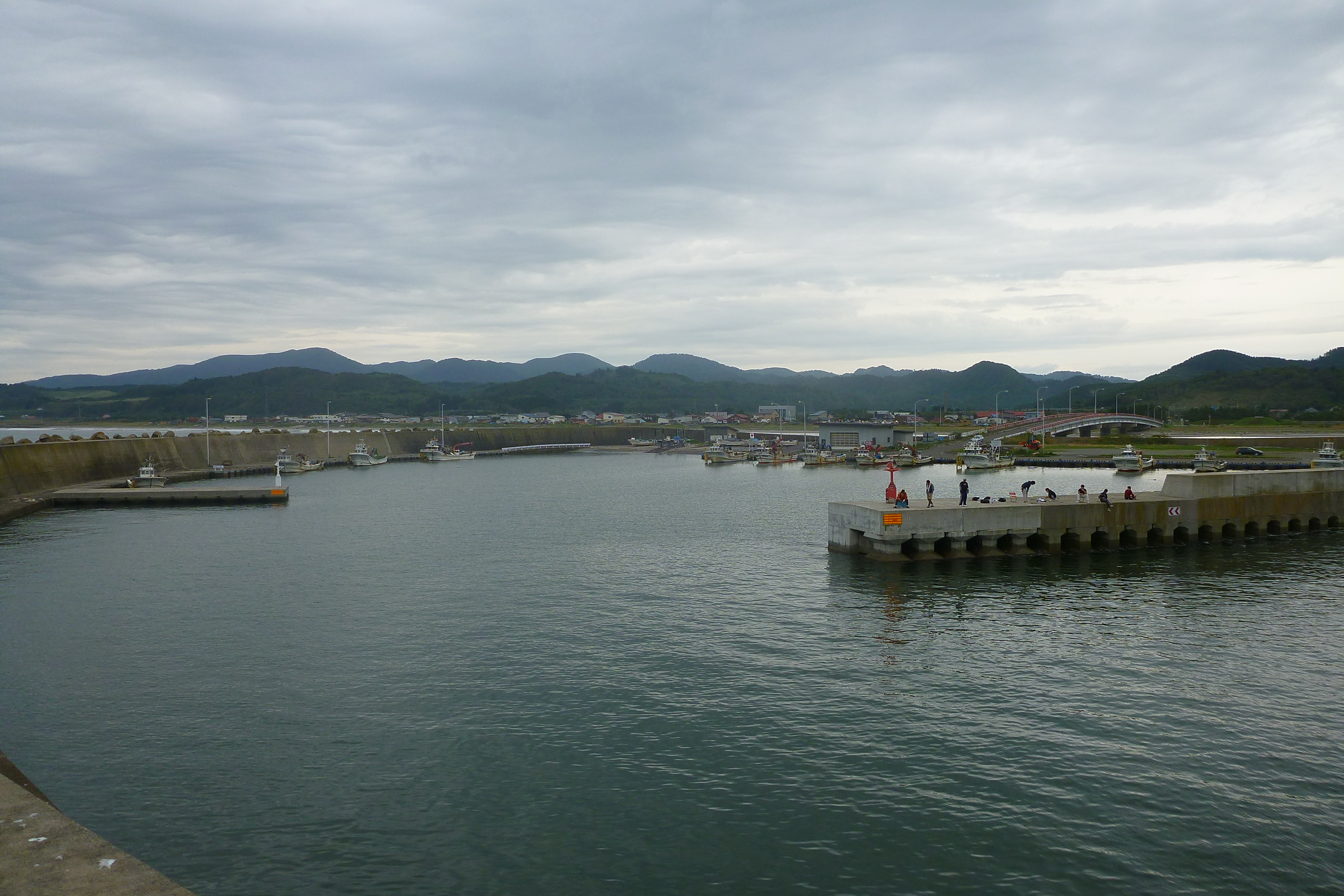
漁港内（2012年9月）

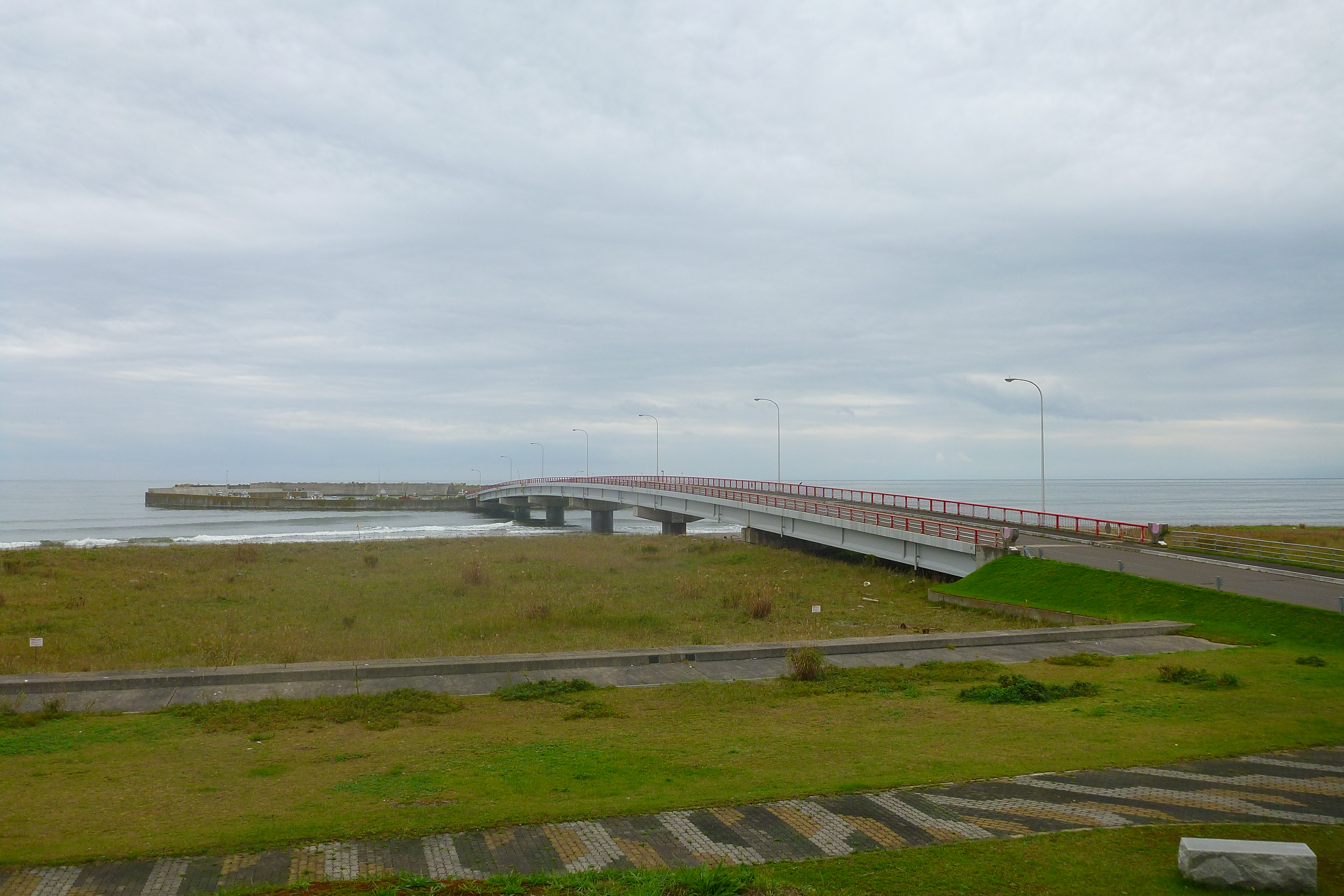
国縫漁港海浜公園から見た国縫漁港方面（2012年9月）

国縫漁港（くんぬいぎょこう）は、北海道山越郡長万部町にある漁港。陸地とは橋で結ばれている日本国内初となる「島式漁港」（人工島の漁港）であり、形状は「ワイングラス型」になっている。

## 施設
外郭施設
- 東防波堤[2]
- 南防波堤[2]
- 北防波堤[2]
- 南護岸[2]
- 西護岸[2]
- 北護岸[2]
- 突堤[2]

係留施設
- -3.0 m岸壁[2]
- -2.5 m物揚場[2]
- 船揚場[2]

その他
- 道路橋（247 m）

## 沿革
国縫地区は干満の差が特に激しい地域であり、大潮の時期には海岸が150 mも現れるため漁船の揚げ下ろしに苦慮していたほか、内浦湾（噴火湾）の最奥部に位置しているために僅かな風でも波浪が大きくなり、漁に出ることができる日数が他の地域と比べて大幅に少なかった。また、内浦湾のような遠浅の砂浜海岸にある漁港は、港を維持するための浚渫に多額の費用が必要であるほか、海岸に人工物をつくると波の自然な移動を妨げるため、周辺の海浜に悪影響を及ぼす場合があった。これらの問題点を解決するため、国縫漁港は工学的な計算に基づいて建設した人工島式漁港になっており、浜から離れた位置に防波堤を築いて海流に与える悪影響を最小限にして「トンボロ現象」を押さえる形状にしている。
- 1982年（昭和57年）：「第1種漁港」指定。
- 1984年（昭和59年）：着工[4]。
- 1994年（平成06年）：国縫漁港完成[5]。

## 参考資料
- 鎌田彰 (1995). 島式漁港の建設と海浜変形 －国縫漁港における事例－ (PDF) (Report). 土木学会附属土木図書館. 2017年12月8日閲覧。